# Elbridge Gerry
Elbridge Gerry (ur. 17 lipca 1744 w Marblehead, zm. 23 listopada 1814 w Waszyngtonie) – amerykański polityk, 5. wiceprezydent Stanów Zjednoczonych.
Był jednym z sygnatariuszy Deklaracji Niepodległości; członek Partii Demokratyczno-Republikańskiej. Pełnił urząd gubernatora Massachusetts w latach 1810–1812. Od 4 marca 1813 był wiceprezydentem USA (przy prezydencie Madisonie), zmarł w trakcie kadencji (także jego poprzednik George Clinton zmarł pełniąc funkcję wiceprezydenta).

## Gerrymandering
Elbridge Gerry zasłynął jako prekursor manipulacji kształtem okręgów wyborczych. Będąc gubernatorem Massachusetts dokonał takiego podziału okręgu, że federalistów skupił w jednym jednomandatowym okręgu. Wyborcy popierający Partię Demokratyczno-Republikańską zostali rozdzieleni do pozostałych okręgów, dzięki czemu jego partia skorzystała z tego zabiegu. Znany malarz Gilbert Charles Stuart widząc kolorową mapkę z granicami okręgów wyborczych powiedział redaktorowi dziennika Columbian Centinel Benjaminowi Russelowi, że przypominają mu one kształtem salamandrę. Russel odpowiedział: raczej Gerrymandrę. Do dziś określeniem gerrymandering nazywa się takie manipulowanie granicami okręgów wyborczych, które pomaga w uzyskaniu korzyści politycznych.